# Гадни момичета
„Гадни момичета“ (на английски: Mean Girls) е американска комедия от 2004 година. Световната премиера на филма е на 19 април 2004 г. Разпространява се от „Парамаунт Пикчърс“ и „Александра видео“. Главните роли са поверени на Линдзи Лоън, Аманда Сайфред, Рейчъл Макадамс и Лейси Чабърт.

## Сюжет
Всичко започва когато Кейди Херън (Линдзи Лоън), 16-годишно момиче, което никога не е посещавало нормално училище и е било обучавано вкъщи, трябва да се премести в американска гимназия и да намери своето място измежду различните гимназиални групи. Тъй като родителите ѝ са зоолози, тя е отгледана в африканския пущинак и смята, че знае всичко за „оцеляването на най-силните“. Разбира, че това не е така, когато попада в най-известната група в училище – „Пластмасовите“. Най-лошо става, когато се влюбва в бившето гадже на Реджина Джордж (Рейчъл Макадамс) – лидерката на „Пластмасовите“. Тогава тя си поставя за цел да направи невъзможен социалния ѝ живот, но Кейди не отстъпва и двете попадат в много смешна и гадна момичешка война.

## Участват
- Линдзи Лоън – Кейди Херън
- Рейчъл Макадамс – Реджина Джордж
- Аманда Сайфред – Керън Смит
- Лейси Шабер – Гретчън Уинърс
- Лизи Каплан – Джанис Иън
- Тина Фей – г-ца Норбери
- Тим Мийдолс – г-н Дювал
- Даниъл Франсезе – Деймиан
- Джонатан Бенет – Ерън Самюелс

## Телевизионен дублаж
На 3 януари 2010 г. Нова телевизия излъчи филма с български дублаж за телевизията. Екипът се състои от:
| Преводач             | Габриела Георгиева                                                     |
| Озвучаващи артисти   | Йорданка Илова Ася Рачева Христина Ибришимова Ани Василева Васил Бинев |
| Режисьор на дублажа  | Екатерина Късметлийска                                                 |
| Техническа обработка | Арс Диджитал Студио                                                    |
| Тонрежисьор          | Венцислав Велев                                                        |